# Otto Schommartz

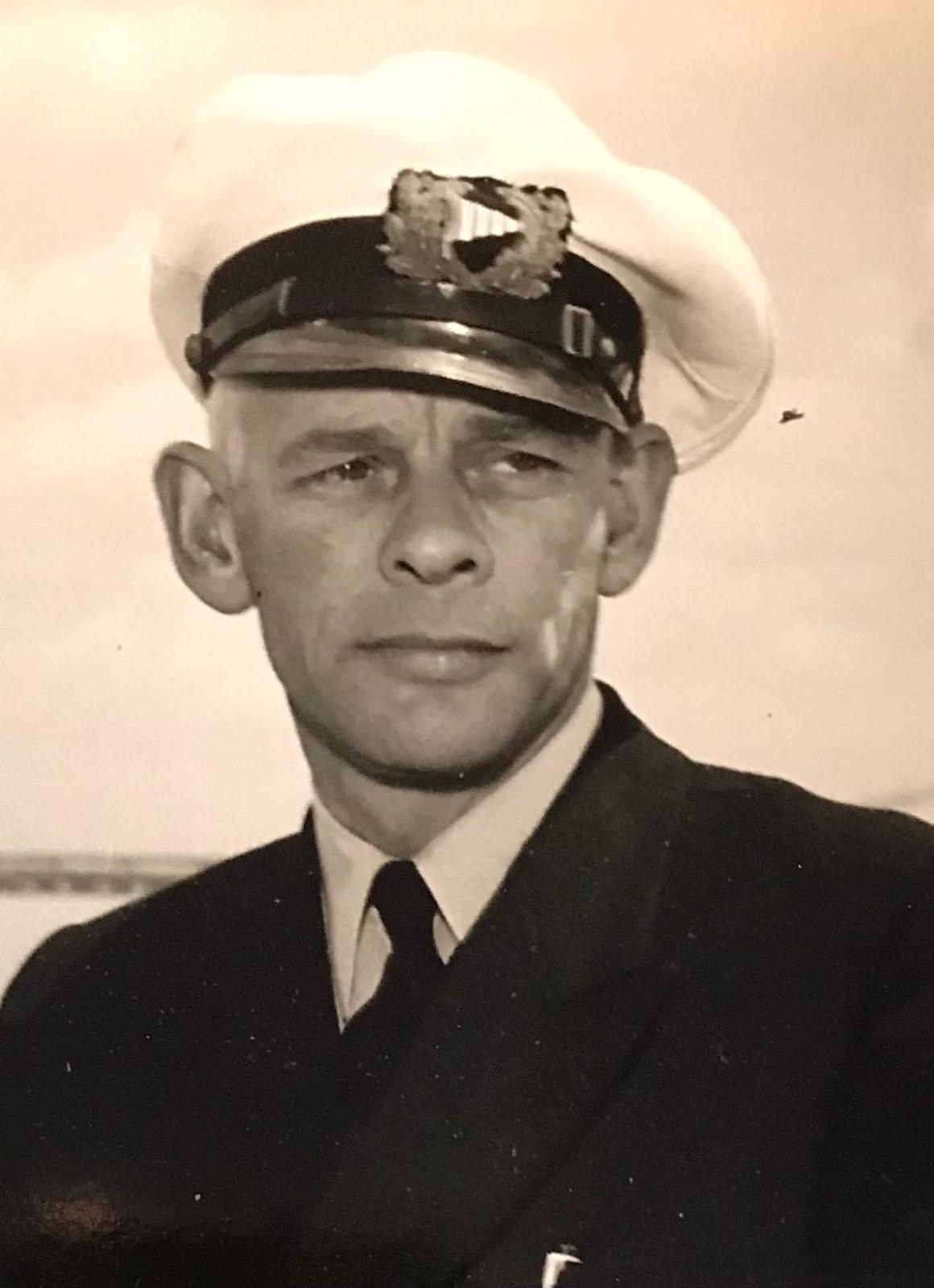
Otto Schommartz (1952)

Otto Schommartz (* 29. Januar 1909 in Prerow, Darß; † 6. April 1964 in Hamburg) war ein deutscher Windjammer-Kapitän und Kap Hoornier. Von 1941 bis 1945 war er Kapitän der Viermastbark Padua.

## Leben
Otto Schommartz wuchs zusammen mit seinen Brüdern in Prerow in der Langen Straße 7 der Adler-Apotheke seines Vaters, des Apothekers Otto Schommartz (sen.) und seiner Frau Charlotte, geb. Thomas, auf. Er besuchte die Realschule in Barth und ging 1924 wie seine zwei älteren Brüder und später sein jüngerer Bruder in Hamburg zur See. 1930 erhielt er das Offizierspatent A5 und drei Jahre später das Patent A6 „Kapitän auf Großer Fahrt“. 1933/34 machte er als Zweiter Offizier auf der Padua die Wett- und Rekordfahrt der beiden Flying P-Liner Padua (unter Kapitän Jürgen Jürs) und Priwall (unter Kapitän Robert Clauß) nach Australien mit. Bis zum Kriegsausbruch hatte er 18-mal Kap Hoorn umsegelt. 1939/40 war er in Vigo (Spanien) interniert. Danach wurde er 1941 Kapitän der Padua bis zur Übergabe des Schiffes an die Sowjetunion im Januar 1946.

Er war Mitglied der Seefahrervereinigung Internationale Bruderschaft der Kap Hoorniers.
M

## Privates
Otto Schommartz war mit Lotte Sch., geb. Müller, verheiratet und hatte mit ihr drei Kinder. 1943 wurde die Familie in Hamburg in der Operation Gomorrha ausgebombt, lebte von 1944 bis 1952 in Glücksburg und danach wieder in Hamburg. Nach Überbrückung einer schwierigen Zeit wurde Schommartz 1949 Kapitän der Reederei A. Kirsten und dort 1952 bis zu seinem Tod Nautischer Inspektor.